# Sedlečko u Soběslavě
Sedlečko u Soběslavě é uma comuna checa localizada na região da Boêmia do Sul, distrito de Tábor.